# Emberger Alm
Die Emberger Alm ist eine weite Hochalm und ein alpines Wintersportgebiet nördlich von Greifenburg in Oberkärnten. Sie liegt auf 1800 m Seehöhe am Südrand der hochalpinen Kreuzeckgruppe unterhalb des Naßfeldriegels nördlich des Drautals im Gemeindegebiet von Berg im Drautal.

## Sport
Neben Skisportlern ist die Emberger Alm vor allem bei Drachen- und Gleitschirmpiloten beliebt. 2004 fand hier die Drachenflug-Weltmeisterschaft der Damen statt und 2008 die Europameisterschaft im Drachenfliegen. Die West-Ost-Ausrichtung des Drautales ermöglicht optimale thermische Flugbedingungen. Der große Höhenunterschied zum Tal (1200 Höhenmeter) und die gut organisierten Start- und Landeplätze bringen alljährlich tausende Piloten ins Obere Drautal. 
Alljährlich im Herbst finden hier Teleskoptreffen von Amateurastronomen statt. Die Lage eignet sich für astronomische Beobachtungen besonders wegen des meist klaren Herbstwetters und der freien Sicht von Ost über Süd bis West. Durch die wenigen Siedlungen im engen Oberdrautal gibt es keinerlei Streulicht aus den Tälern.